# Baix Llobregat
Le Baix Llobregat (« Bas-Llobrégat ») est une comarque de Catalogne. Le Baix Llobregat compte plus de 600 000 habitants. Son chef-lieu est Sant Feliu de Llobregat.

## Carte
| Anoia Bages Segarra Solsonès Conca de · Barberà Moianès Osona Berguedà Basse · Cerdagne Alt · Urgell Pallars · Sobirà Val d'Aran Alta · Ribagorça Pallars · Jussà Noguera Urgell Pla · d'Urgell Segrià Garrigues Alt · Penedès Baix · Llobregat Barcelonès Vallès · Occidental Maresme Vallès · Oriental Ripollès Garrotxa Alt Empordà Pla de · l'Estany Gironès Selva Baix · Empordà Garraf Baix · Penedès Tarragonès Alt · Camp Baix · Camp Priorat Ribera · d'Ebre Terra · Alta Baix Ebre MontsiàFrance Pyrénées-Orientales Ariège Haute · Garonne Andorre Aragon Communauté valencienneMer Méditerranée |

## Géographie
Le Bas-Llobrégat se trouve à l'embouchure du fleuve Llobregat et fait partie de la région métropolitaine de Barcelone.

### Aires protégées
- Parc agricole du Bas-Llobregat
- Espaces naturels du delta du Llobregat

## Les communes
Abrera, Begues, Castelldefels, Castellví de Rosanes, Cervelló | Collbató, Corbera de Llobregat, Cornellà de Llobregat, el Prat de Llobregat, Esparreguera, Esplugues de Llobregat, Gavà, Martorell, Molins de Rei, Olesa de Montserrat, Pallejà, la Palma de Cervelló, el Papiol, Santa Coloma de Cervelló, Sant Andreu de la Barca, Sant Boi de Llobregat, Sant Climent de Llobregat, Sant Esteve Sesrovires, Sant Feliu de Llobregat, Sant Joan Despí, Sant Just Desvern, Sant Vicenç dels Horts, Torrelles de Llobregat, Vallirana, Villedecans
Les cinq villes les plus peuplées sont Cornellà de Llobregat, Sant Boi de Llobregat, El Prat de Llobregat, Viladecans et Castelldefels.